# چری (فیلم)
چری (به انگلیسی: Chéri) فیلمی محصول سال ۲۰۰۹ و به کارگردانی استیون فریرز است. در این فیلم بازیگرانی همچون میشل فایفر، روپرت فرند، فلیسیتی جونز، کتی بیتس، آنیتا پالنبرگ، هریت والتر، ایبن یایله و توبی کبل ایفای نقش کرده‌اند.